# Åkerbyparken
Åkerbyparken är en park i kommundelen Tibble, Täby kommun. Den sträcker sig från höghuset Storstugan upp mot Byängsskolan . Den tillkom i samband med att bostadsbebyggelse uppfördes i närområdet i början av 1970-talet. I parken finns bland annat en kryddträdgård, en rosengård, en barrplantering och en stor öppen gräsyta med plats för lek och sportaktivitet. I parkens nordöstra del finns en lekplats och en fritidsgård.
Under åren 2016 och 2017 renoverades parken med nya gångvägar, ny belysning och anläggandet av en damm.